# Шаховська Варвара Михайлівна
Варва́ра Миха́йлівна Шаховська (? — 1836, Сімферополь) — наречена декабриста Муханова, пішла за ним до Сибіру. Сестра Парасковії Михайлівни Муравйової, дружини декабриста Муравйова Олександра Миколайовича, яка першою з дружин декабристів пішла за чоловіком у Сибір.

## Біографія
Народилася в сім'ї князя Михайла Олександровича Шаховського та його дружини Єлизавети Сергіївни (ур. графині Головіної) в численному сімействі, де, крім неї, на світ з'явилися ще 7 сестер і один брат (князь Валентин Шаховськой). За народженням вона належала до верхівки російської аристократії. Більше десяти років вважалася нареченою декабриста Петра Муханова. Ще за кілька років до повстання декабристів їм не був дозволений шлюб за церковними правилами (сестра Муханова вийшла заміж за брата Шаховськой). Після вироку та позбавлення Муханова цивільних прав обидва сподівалися на можливість з'єднання. Пішла за ним до Сибіру. Виїхала з Петербурга 26 липня 1826 року разом з Муравйовою. Жила в родині своєї сестри П. М. Муравйової, яка була дружиною О. М. Муравйова, спочатку в Верхньоудинську, потім в Іркутську, потім в Тобольську. Нелегальне листування декабристів у той час йшло через Іркутськ, і саме Варвара Михайлівна стала головною помічницею в цих нелегальних зв'язках. У 1832 році спеціально засланий провокатор Роман Медокс, проникнувши в будинок Муравйова і розігруючи роль закоханого в Шаховську, намагався скомпрометувати її: він придумав нову змову декабристів, центральну роль в якому відводив у Сибіру — Варварі Шаховської, а в Москві — Є. Ф. Муравйової (матері декабриста Микити Муравйова, яка також активно брала участь в організації допомоги ув'язненим). Ймовірно, ця подія остаточно вирішило долю закоханих.
31 серпня 1833 року Муханов звернувся до іркутського цивільного губернатора Цейдлера з проханням про дозвіл одружитися з Шаховською. У той же день він відправляє лист до матері з проханням про клопотання з цього питання у вищих інстанціях. Ще раніше (12 липня 1833 року) сама Шаховська з Тобольська звернулася листом до Бенкендорфа з аналогічним проханням. Шлюб був остаточно заборонений в 1833 році. Поки була надія на шлюб Шаховська жила у Сибіру. Шаховська не змогла пережити відмову, захворіла на сухоти. Через три роки, 24 вересня 1836 року, Шаховська померла в Сімферополі, куди переїхала разом з сім'єю Муравйова.